# Nymula soranus
Nymula soranus är en fjärilsart som beskrevs av Stoll 1781. Nymula soranus ingår i släktet Nymula och familjen Riodinidae. Inga underarter finns listade i Catalogue of Life.